# Exuviaspis enceliae
Exuviaspis enceliae är en insektsart som beskrevs av Ferris 1941. Exuviaspis enceliae ingår i släktet Exuviaspis och familjen pansarsköldlöss. Inga underarter finns listade i Catalogue of Life.